# Olympische Sommerspiele 1972/Teilnehmer (Britisch-Honduras)
| Gelbes Symbol für Goldmedaillen mit stilisierten Olympischen Ringen | Graues Symbol für Silbermedaillen mit stilisierten Olympischen Ringen | Braundes Symbol für Bronzemedaillen mit stilisierten Olympischen Ringen |
| ------------------------------------------------------------------- | --------------------------------------------------------------------- | ----------------------------------------------------------------------- |
| —                                                                   | —                                                                     | —                                                                       |

British Honduras, das heutige Belize, nahm an den Olympischen Sommerspielen 1972 in München mit einem Sportler teil. Der 66-jährige Sportschütze Owen Phillips startete in zwei Wettbewerben und wurde dabei jeweils Letzter.

## Teilnehmer nach Sportarten

### Schießen
- Owen Phillips
Kleinkaliber liegend: 101. Platz
Freie Pistole: 59. Platz